# Бралін (Великопольське воєводство)
Бралін (пол. Bralin) — село в Польщі, у гміні Бралін Кемпінського повіту Великопольського воєводства.
Населення — 2804 особи (2011).
У 1975-1998 роках село належало до Каліського воєводства.

## Демографія
Демографічна структура станом на 31 березня 2011 року:
|          | Загалом | Допрацездатний вік | Працездатний вік | Постпрацездатний вік |
| -------- | ------- | ------------------ | ---------------- | -------------------- |
| Чоловіки | 1422    | 310                | 988              | 124                  |
| Жінки    | 1382    | 275                | 852              | 255                  |
| Разом    | 2804    | 585                | 1840             | 379                  |